# Теплозахисний костюм

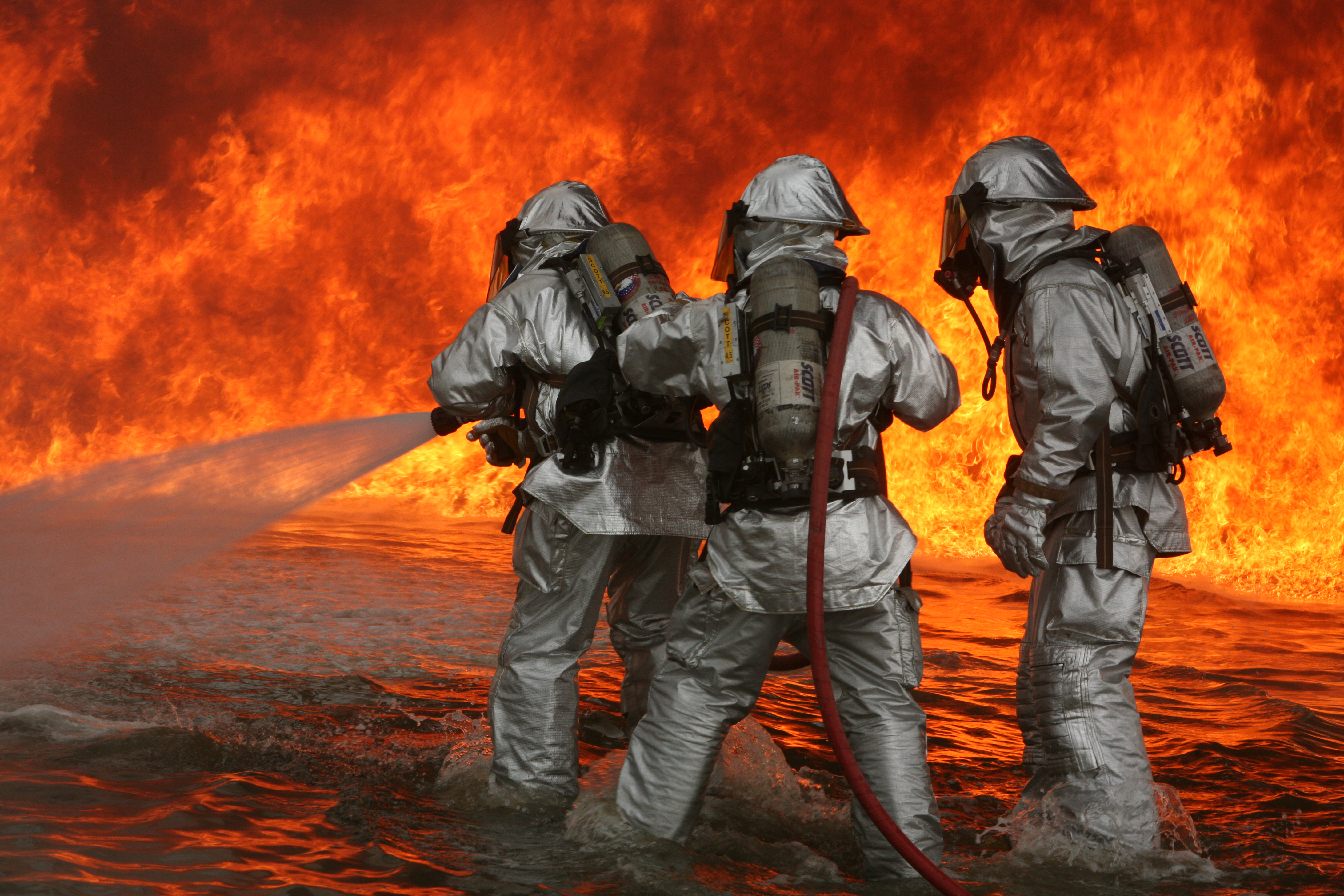
Пожежні USMC нейтралізують вогонь під час навчань

Теплозахисний костюм (рос. теплозащитный костюм; англ. heat shield suit; нім. Wärmeschutzanzug m) — костюм, який застосовується в гірничорятувальних роботах, гасінні пожеж тощо і дає змогу людині виконувати роботу при температурі від +50 до +120 0С.